# 中间名
中间名（英語：middle name）是指一些民族的人姓名中首尾字之間的字，可以有一个或多个单词。或称为“第二予名”（英語：the second given name）、“第三予名”等。在美国和加拿大，名字中通常只包含一个中间名，在书写（特别是签名）时经常缩写（“中间名缩写”），例如将James Robert Smith写成James R. Smith，甚至直接省略为James Smith。在其他英语国家人们经常会有多个予名，尽管他们的第一予名会更为熟知。而在其他的一些国家，“中间名”这一词汇仅仅是指那些本身位置上在最后，但却不是其姓氏的一部分的名字（例如一个人可以以他母亲的婚前姓作为中间名）。
虽然它们确实存在了很久，但直到1835年，“中间名”一词才被记录在《哈佛文献》（Harvardiana，当时的一份期刊）中。到1905年，“中间名”才获得了一个形象的含义——某人的值得注意的、特殊的属性，比如在短语“________是我的中间名”。
由于计算机数据库的应用的增加，中间名的使用近来显得有些麻烦，计算机数据库在存储个人信息时仅仅允许一个中间名，甚至中间名的首字母，这事实上剥夺了那些有多个中间名的人在这样的数据库中被以全名列出的可能性。特别是在在政府记录或用于法律用途的数据库中，这种现象被批评为一种“对由于文化或信仰原因而拥有多个中间名的人的歧视（discrimination）”。当然，这种现象基本只局限于英语国家，因为其他国家由于有不同的命名习俗，相应发展出了能够适应多个中间名的数据库。
在美国，中间名首字母或宗教首字母可以用于代替中间名，即使这个名字并没有印在出生证明上。这种方式有时被用于在身份档案、护照、驾驶执照、社会安全卡、大学毕业证和正式文件中代替中间名。这一形式的例子包括George W. Bush、 John D. Rockefeller、 Donald J. Trump。当一个人没有中间名的时候，缩写“NMN”（no middle name，无中间名）或者“NMI”（no middle initial，无中间首字母）有时被用于填写正式文件之中要求写中间名或其首字母的地方。这对于那些用第一个予名作为中间名的人也是一样的。

## 东亚
一些华人的予名是單名（例如韓愈），自然也没有中间名。傳統上東亞的中間名有兩種理解，中國、朝鮮、越南及琉球漢名的其中一種中間名是輩字（即「列系字」），有區別輩分的作用，又有「行系字」，表示家中排行的次序。琉球則有祧字，用作區別宗族。越南又有墊字，可區分性別和宗族。但現代取輩字、祧字、墊字的人已越來越少，而形成單字姓+雙字名字，故此名字首字亦被視為本名一部分，與中間名概念有異。另一種與中間名概念比較符合的為表字，甚至西方也有人物「以字行」（如埃德加·胡佛），但表字於現代華人中幾已絕跡。
很多外籍华裔或华人對外将他们的中文英譯名字（名）作为西式名字的中间名，并另取一个英語人名作为第一予名，例如宋楚瑜（James Chu-yu Soong）和关颖珊（Michelle Wingshan Kwan）。由带有双名拉丁化而来的中间名通常用连字号或直接组合起来，例如李小龙（Bruce Lee）英語名的中间名——Junfan（振藩）。而较新的移民中也有人将中文英譯名作为第一予名，而另取英語名作为中间名，如周乐逸（Leyi Charlotte Zhou）。
这种同时拥有英語名和中文名的现象在馬來西亞、新加坡、香港和台湾也很常见，只不过在某些地方（如香港、馬來西亞、新加坡）人们倾向于将音译的名字放在姓氏的后面，即名字的最后位。这样，Bruce Junfan Lee将变成Bruce Lee Junfan。这种做法雖同东西方的命名习惯都保持了一致（姓与名的位置关系），但把姓氏放在中間名位置的中式英语，並非正確英文用法。

## 英语国家
父母同时选定小孩的第一予名和中间名，而那些经常用作的名字同样也被经常用作中间名。由于传统因素或为了表达敬意，亲戚或其他父母崇拜的人的第一予名经常被用作孩子中间名。中间名的其他用途包括为孩子取一些不便于成为孩子的第一予名的名字，比如这个名字会成为孩子的社会负担。有时为了表示对于亲人的尊敬，姓氏也用于作为中间名。特别是在南美，用母亲的婚前姓作为中间名是很常见的。 孩子的中间名有时候会是父母中一人的第一予名或中间名。 在美国，给一个男婴取和他父亲一样的予名是很常见的，此时会以中间名区分他们。
一个叫做Mary的女人经常会被用她的中间名称呼（或被称为Marie），因为Mary这个名字实在太多人使用。在美国南方，有时会以“第一予名+中间名”的方式称呼亲近的人，如“Mary Anne”或“John Michael”。 
中间名通常不会在日常生活中被使用。然而，有些中间名更为熟知的人可能会将他们的第一予名缩写成首字母。（例如F. Scott Fitzgerald和W. Somerset Maugham）。有些人压根就不使用第一予名（例如Paul McCartney，他的第一予名是James）。在少数情况下，一个人也许会拥有一个仅包含一个字母的中间名，而并不具体代表任何意义。（例如美國總統杜魯門Harry S. Truman）这种习俗在阿米什人中较常见，他们通常使用母亲的婚前姓的首字母作为子女的唯一中间名。因而，Sarah Miller的子女将会使用中间名M.。把中间名缩写成首字母的习俗在英国比较少见。
有多个中间名的例子是：前英国女王伊丽莎白二世Elizabeth Alexandra Mary（作为一名女王，她不需要姓）、J.R.R.托爾金(J. R. R. Tolkien)、喬治布殊(George H.W. Bush和V. V. S. Laxman)。英國上層社會傳統上喜歡使用多個中間名，例如，英國國王查爾斯三世 Charles Philip Arthur George 、亨利王子Henry Charles Albert David或安妮公主Anne Elizabeth Alice Louise。在某些極端例子，英國音樂家Brian Eno的全名是Brian Peter George St. Jean le Baptiste de la Salle Eno，加拿大演員Donald Sutherland及Shirley Douglas將他們的孩子命名為Kiefer William Frederick Dempsey George Rufus Sutherland。有時候，中間名可以是歷史名人的名字，例如棒球投手Cal McLish的全名是Calvin Coolidge Julius Caesar Tuskahoma McLish。

## 西班牙和拉丁美洲
与英语国家不同，在西班牙和拉丁美洲，姓名中的最后一个单词不一定代表姓氏。例如，对于Juan Pedro Gómez Martínez而言，Juan Pedro是予名，Gómez是父亲的姓，而Martínez是母亲的姓。阿根廷则是个例外，因为大多数阿根廷人在出生的时候身份就得到登记，且仅使用父亲的姓氏。
许多人拥有两个予名（例如Juan Pedro或者María Claudia），但通常只使用一个。对于第一予名是María的女子，她只使用第二予名的情况并不罕见，因为这个名字太过于常用。然而，其他的人通常是第一、第二予名同时作为整体使用，例如名字叫做José Luis、Juan Carlos等的人，更倾向于这么做，而不是只称作José或Juan。在一些不正式的场合下，人们也会使用一个包含了两个予名的词作为昵称，例如Marijose包含了María José，而Juanjo包含了Juan José。
在这些国家，人们的名字由自己的予名和父姓（来自于祖父的姓氏）和母姓（来自于外祖父的姓氏）组成。来自父姓是主要的，但一般人们也同时使用两个姓氏，以便于区分父亲和儿子。（在美国，如果父亲和儿子第一予名相同，例如布什父子，区分他们确实比较困难。）例如，Juan Carlos Pérez Larios和Susana Estela Ríos Domínguez的孩子，名字可能会是Juan Carlos Pérez Ríos，而其中的Pérez尽管是那个“主要的”姓氏，却只在需要的情况下使用。这样的命名来到英语国家后可能会带来麻烦，特别是在信函或正式文件等场合。由于在英语国家人们只有一个姓氏，所以他们理所当然地认为名字中的最后一个单词就是姓，导致Gabriel García Márquez（加夫列尔·加西亚·马尔克斯）被写成Gabriel Marquez：一个他们无法分辨的名字。基于护照或类似的身份证明而写就的法律文件就存在着很多这样的问题。

## 阿拉伯
中东的阿拉伯人（特别是黎凡特地区）通常有两个中间名：他们父亲的予名，然后是他们祖父的予名。特别地，一些居住在西方国家的阿拉伯人或是阿拉伯裔祖先会持续这种做法。
一些阿拉伯人（特别是叙利亚人）习俗上将一个特殊的名字放在予名之前。然而这个特殊的名字并不是在完整名字的中间，而是一个前缀，但却和中间名是同样的功能。这种名字一般被视为一种祝福，并且经常是Mohammad（穆罕默德）这个名字。例如，一个人可能会被命名为Mohammad Hadi或Mohammed Basheer，但Hadi和Basheer才是那个人通常报出的中间名。

## 天主教社会
男性在天主教为主的社会中（比利時、法国、愛爾蘭、意大利、西班牙、葡萄牙、波兰天主教会）有时会拥有一个本作为女性名的中间名，特别多的有Marie和Maria（这种情况著名的例子有Erich Maria Remarque、Rainer Maria Rilke）。在法国，最多的例子是使用复合名，比如Jean-Marie，或者少些的André-Marie；或者更加少见的，Marie被用作第三予名或者更靠后的名字。同样地，女性也常常包含男性名的复合名比如Marie-Pierre或Marie-Georges。
在巴西，中间名通常是母亲的婚前姓。
相反，拉美裔女性有時以男性名字José（若澤）作為中間名，這在信奉天主教的家庭中允為常見。因此，María José（瑪莉亞.若澤）是普通女性名字，而José María（若澤.瑪莉亞）是普通男性名字，如參加PGA巡迴賽的高爾夫球手José María Olazábal。
这些社会使用中间名主要是由于文化因素，而非宗教因素。并没有教义要求使用中间名。
在很多英语国家，习俗上会给接受罗马教会洗礼的人一个“受洗名”，有的时候会被当作第二个中间名。这样的中间名不具有法律意义，除非被洗礼者通过法律方式确定这个名字。

## 德国
按照德国法律的规定，人们拥有的多个予名在法律上等价，而人们可以选择（也可能是父母选择的）在日常生活中常用某一个。例如，德国總理默克爾本人可以选择被称作Angela Merkel、Dorothea Merkel或者Angela Dorothea Merkel。按照德国习俗，男女皆宜的名字或姓氏很少被用作中间名，一个例外是使用Maria作为男性的名字，例如Rainer Maria Rilke。此外，德国人一般不使用首字母来对不常用的予名进行缩写，一个例外是德国电视名人Johannes B. Kerner使用B来缩写Baptist。

## 荷兰
从法律角度来看，一个人可以有一个或好几个予名，而姓则只有一个。在有多个予名的情况下，个人（或者父母）会选择一个日常用名（称之为“roepnaam”），而所有的名字是在相同“次序”上的。他们的命名习俗，在绝大方面，是和德国人一样的。在荷兰和比利时，许多姓氏都会包含一个前缀（tussenvoegsel），例如“van der”，而许多荷兰的数据库都会设置一个单独的部分来储存这些前缀。
如要在电话簿中找「Edwin van der Sar］，结果就会出现在“S”（即Sar）条目下，而不是V”（即van）。不过在比利时不会发生这种情况。

## 斯堪的纳维亚
在丹麦和挪威，中间名一词常常用来指那些不作为姓的姓氏。例如，一个人可以以他的母亲的婚前名或者其他的近祖（比如祖父母）的姓作为中间名。虽然确实可以有数个中间名，但是这种情况很少见。不过另一方面，对于多个予名的情况，这些予名却并不能被正式地作为中间名，而都是作为普通的予名（虽然——特别是在挪威——“中间名”(mellomnavn)在日常口语中也指在第一予名之后的普通予名）。
以Carl Viggo Manthey Lange为例，Carl和Viggo是名，Manthey是中间名而Lange是姓。除非使用全名，他的正确称呼是Lange，比如Lange先生，而不是Manthey Lange先生等。
类似的情况也存在于瑞典。除第一个名字之外的名字在日常用语中作为“中间名”，但瑞典当局并不遵循此规律来处理姓名。由于一些人“以中间名而为人熟知”，在瑞典登记存档时总是要求人们高度准确地填写他们所有的予名，并标出其中哪一个才是称呼用名（tilltalsnamn)。 有时人们也可以将中间名当作姓氏来日常使用。例如在Per Gottfrid Svartholm Warg这个名字里，Per和Gottfrid都是予名，而只有Gottfrid才是称呼用名，并非Per，此外，Svartholm是中间名而Warg则为姓氏，不过在实际使用时，Svartholm则充当姓氏。由于现今的瑞典语使用者极少互相称呼“某先生/女士”，用“Svartholm Warg先生”，“Svarholm先生”还是“Warg先生”来称呼别人已经不那么重要了。
在芬兰人名中，没有中间名的概念。一个芬兰人有一至三个前名，其中一个，大多数是第一个，作为“称呼名”（芬蘭語： 或 ）。在填写表格时一般会用斜体字或下划线来标识称呼名。在填写外国的表格时，可能会把第二个和第三个前名作为中间名填写。结婚后，一方可以把另一方配偶的姓氏用连字符加在自己原有姓氏之后而形成“双姓氏”。这时整个双姓氏为自己新的姓氏，旧姓并非中间名。

## 东南亚
在菲律宾，中间名仅仅是指母亲的婚前姓。例如，对于名为Juan Miguel Batumbakal dela Cruz的人而言，其中的“Batumbakal”即为母亲的婚前姓，也是他的中间名。与此同时，“中间名”这一词很少用于指他们的其他部分的名字。
在泰国，中间名并不常见。泰国人通常为孩子取一个很长的、有着美好含义的第一予名。另外，很多泰国的孩子也有个包含一个或两个音节的昵称。泰国人平时称昵称；而对于公众人物（比如政治人物和演员）通常称第一予名。他们的姓氏在日常生活中很少用到。

## 南亚
拉杰普特人用辛格（狮子）甚至Kumar（孩子）作为中间名。

## 东欧
在俄罗斯、白俄罗斯和乌克兰的文化中人名并不含中间名。他们的名字由三部分组成：予名、父名（Отчество）和姓。最为正式的称呼一个人的方式是通过他的第一予名和父名，而不是他的姓氏。无论是在俄罗斯帝国 (比如，亚当·约翰·冯·克鲁森施滕在俄国被称作 "Ivan Fyodorovich Kruzenshtern"）还是在苏联（不过也有例外），这样的称呼方式都加强了人的血统概念。不过由于父名常常被省略为首字母（比如Vladimir V. Putin），所以有时会被混淆，或被当作中间名。
根据风俗，任何第一予名都可以搭配任何的父名。儿子的名字接在父亲的名字后面也被允许，而且很常见，比如 Sergey Sergeyevich Ivanov 这样的名字。虽然没有规定，但是不成文的习俗要求避免给孩子取一个接近于他的姓氏的名字，所以 Sergey Ivanovich Sergeyev 就并不是一个常见的名字（予名和姓氏接近、父名和姓氏罕见），有些奇怪。
私生，领养，因父母分居而离开父亲等情况有时会导致非常规的父名。如果未婚母亲没有在孩子出生证明上标明孩子父亲名字，那么她会被要求提供或者随意取一个男性的予名，用来作为孩子合法的父名。合法领养的孩子有时需要正式改掉原父名，或者偶尔在非正式场合使用并不合法的父名，也可与合法父名交替使用。成年人可以在保留予名和姓氏的条件下合法更改他们的父名，这种情况经常用来表达对继父的尊敬，或者疏远与未尽责或不被喜爱的亲生父亲的关系。也有其他的原因，比如原父名听上去很古怪; 个人为了在与某种族或文化建立连系的时候避免被歧视，而摒除自己在姓名上显而易见的特征; 与并无归属感的文化切断连系。为了便利，外语的父名也可以本土化，无论是以合法的方式还是以非正式的方式（比如Andrewvich变为Andreyevish，或者Andriyivich变为Andreyevich）。

## 参看
- 姓名
- 文化
- 法语人名
- （英文）Middle Name Pride Day

## 外部連結
- List of widely used middle names（页面存档备份，存于）